# På driven i New York
På driven i New York (The Basketball Diaries) är en amerikansk film från 1995, baserad på Jim Carrolls självbiografiska bok med samma namn från 1978.

## Handling
Historien beskriver den trettonårige Jim (Leonardo DiCaprio) och hans kompisar Mickey (Mark Wahlberg), Neutron, Bobby och Pedro som växer upp i East Village i New York i mitten av 1960-talet. Gänget, med undantag av Pedro, är mycket lovande basketspelare och deras framtid ser ljus ut. Efter att ha blivit svikna av vuxenvärlden genom bland annat baskettränaren swiftys pedofiltendenser börjar pojkarna fly verkligheten genom att sniffa lim och dricka alkohol. Småstölder och inbrott blir ganska snart vardagsmat. I den snabbt nedågående spiralen förlorar Jim två av sina närmaste vänner redan vid 14 års ålder, ångesten och drogerna blir snabbt tyngre. För att finansiera sitt missbruk av heroin blir även brottsligheten grövre och det forna basketgänget är snart indragna i rån och mord. Efter att ha blivit utsparkad hemifrån lever Jim på gatan och försörjer sig bland annat genom prostitution. Hans enda livlina är den dagbok han alltid skriver ner sina tankar i.
Både boken och filmen beskriver en skrämmande tid i en hård stad där vuxenvärldens svek, i kombination med det rådande världsläget med Vietnam och kalla kriget, blir ett tungt ok att bära. Döden blir på alla plan en ständig följeslagare i denna kritikerrosade generationshistoria.

## Om filmen
Författaren Jim Carroll själv lyckades ta sig ur drogberoendet och fick en framgångsrik karriär som poet och rocksångare. Han avled 60 år gammal, i sviterna av en hjärtattack, 11 september 2009.

## Rollista (i urval)
- Jim - Leonardo DiCaprio
- Mickey - Mark Wahlberg
- Jims mamma - Lorraine Bracco
- Pedro - James Madio
- Neutron - Patrick McGaw
- Bobby - Michael Imperioli
- Bobo - Alexander Chaplin
- Diane Moody - Juliette Lewis